# Gran Premio de la Comunidad Valenciana de 2008
El Gran Premio de la Comunidad Valenciana de 2008 fue la decimoctava prueba del Campeonato del Mundo de Motociclismo de 2008. Tuvo lugar en el fin de semana del 24 al 26 de octubre de 2008 en el Circuito Ricardo Tormo, situado en Cheste, Comunidad Valenciana, España. La carrera de MotoGP fue ganada por Casey Stoner, seguido de Dani Pedrosa y Valentino Rossi. Marco Simoncelli ganó la prueba de 250 cc, por delante de Yuki Takahashi y Álvaro Bautista. La carrera de 125 cc fue ganada por Simone Corsi, Nicolás Terol fue segundo y Mike Di Meglio tercero.

## Resultados

### Resultados MotoGP
| Pos.    | N.º | Piloto           | Constructor | Vueltas | Tiempo    | Parrilla | Pts. |
| ------- | --- | ---------------- | ----------- | ------- | --------- | -------- | ---- |
| 1       | 1   | Casey Stoner     | Ducati      | 30      | 46:46.114 | 1        | 25   |
| 2       | 2   | Dani Pedrosa     | Honda       | 30      | +3.390    | 2        | 20   |
| 3       | 46  | Valentino Rossi  | Yamaha      | 30      | +12.194   | 10       | 16   |
| 4       | 4   | Andrea Dovizioso | Honda       | 30      | +24.159   | 9        | 13   |
| 5       | 69  | Nicky Hayden     | Honda       | 30      | +26.232   | 3        | 11   |
| 6       | 5   | Colin Edwards    | Yamaha      | 30      | +32.209   | 4        | 10   |
| 7       | 56  | Shinya Nakano    | Honda       | 30      | +34.571   | 15       | 9    |
| 8       | 48  | Jorge Lorenzo    | Yamaha      | 30      | +35.661   | 7        | 8    |
| 9       | 65  | Loris Capirossi  | Suzuki      | 30      | +38.228   | 8        | 7    |
| 10      | 15  | Alex de Angelis  | Honda       | 30      | +47.583   | 16       | 6    |
| 11      | 52  | James Toseland   | Yamaha      | 30      | +52.107   | 5        | 5    |
| 12      | 50  | Sylvain Guintoli | Ducati      | 30      | +52.350   | 13       | 4    |
| 13      | 7   | Chris Vermeulen  | Suzuki      | 30      | +52.833   | 12       | 3    |
| 14      | 21  | John Hopkins     | Kawasaki    | 30      | +53.227   | 14       | 2    |
| 15      | 14  | Randy de Puniet  | Honda       | 30      | +53.411   | 6        | 1    |
| 16      | 33  | Marco Melandri   | Ducati      | 30      | +1:08.387 | 18       |      |
| 17      | 13  | Anthony West     | Kawasaki    | 30      | +1:11.181 | 17       |      |
| 18      | 24  | Toni Elías       | Ducati      | 30      | +1:37.055 | 11       |      |
| Fuente: |     |                  |             |         |           |          |      |

### Resultados 250cc
| Pos.    | N.º | Piloto              | Constructor | Vueltas | Tiempo    | Parrilla | Pts. |
| ------- | --- | ------------------- | ----------- | ------- | --------- | -------- | ---- |
| 1       | 58  | Marco Simoncelli    | Gilera      | 27      | 43:29.003 | 1        | 25   |
| 2       | 72  | Yuki Takahashi      | Honda       | 27      | +5.164    | 10       | 20   |
| 3       | 19  | Álvaro Bautista     | Aprilia     | 27      | +8.648    | 6        | 16   |
| 4       | 15  | Roberto Locatelli   | Gilera      | 27      | +15.605   | 8        | 13   |
| 5       | 4   | Hiroshi Aoyama      | KTM         | 27      | +20.991   | 5        | 11   |
| 6       | 55  | Héctor Faubel       | Aprilia     | 27      | +22.212   | 9        | 10   |
| 7       | 41  | Aleix Espargaró     | Aprilia     | 27      | +23.199   | 12       | 9    |
| 8       | 14  | Ratthapark Wilairot | Honda       | 27      | +23.321   | 7        | 8    |
| 9       | 75  | Mattia Pasini       | Aprilia     | 27      | +37.424   | 14       | 7    |
| 10      | 12  | Thomas Lüthi        | Aprilia     | 27      | +38.887   | 11       | 6    |
| 11      | 36  | Mika Kallio         | KTM         | 27      | +44.065   | 4        | 5    |
| 12      | 25  | Alex Baldolini      | Aprilia     | 27      | +1:10.999 | 16       | 4    |
| 13      | 10  | Imre Tóth           | Aprilia     | 27      | +1:31.950 | 18       | 3    |
| 14      | 92  | Daniel Arcas        | Aprilia     | 27      | +1:39.110 | 22       | 2    |
| 15      | 35  | Simone Grotzkyj     | Gilera      | 27      | +1:41.209 | 17       | 1    |
| 16      | 43  | Manuel Hernández    | Aprilia     | 26      | +1 Vuelta | 21       |      |
| 17      | 17  | Karel Abraham       | Aprilia     | 26      | +1 Vuelta | 20       |      |
| 18      | 90  | Federico Sandi      | Aprilia     | 26      | +1 Vuelta | 19       |      |
| 19      | 45  | Doni Tata Pradita   | Yamaha      | 26      | +1 Vuelta | 23       |      |
| Ret     | 93  | Alen Győrfi         | Aprilia     | 24      | Caída     | 24       |      |
| Ret     | 6   | Alex Debón          | Aprilia     | 21      | Caída     | 2        |      |
| Ret     | 60  | Julián Simón        | KTM         | 19      | Retirado  | 3        |      |
| Ret     | 32  | Fabrizio Lai        | Gilera      | 12      | Caída     | 15       |      |
| Ret     | 52  | Lukáš Pešek         | Aprilia     | 11      | Caída     | 13       |      |
| Ret     | 94  | Toni Wirsing        | Honda       | 11      | Retirado  | 25       |      |
| Fuente: |     |                     |             |         |           |          |      |

### Resultados 125cc
| Pos.    | N.º | Piloto             | Constructor | Vueltas | Tiempo       | Parrilla | Pts. |
| ------- | --- | ------------------ | ----------- | ------- | ------------ | -------- | ---- |
| 1       | 24  | Simone Corsi       | Aprilia     | 24      | 40:45.715    | 3        | 25   |
| 2       | 18  | Nicolás Terol      | Aprilia     | 24      | +0.106       | 4        | 20   |
| 3       | 63  | Mike Di Meglio     | Derbi       | 24      | +0.223       | 7        | 16   |
| 4       | 38  | Bradley Smith      | Aprilia     | 24      | +0.776       | 5        | 13   |
| 5       | 11  | Sandro Cortese     | Aprilia     | 24      | +1.333       | 11       | 11   |
| 6       | 29  | Andrea Iannone     | Aprilia     | 24      | +21.578      | 8        | 10   |
| 7       | 71  | Tomoyoshi Koyama   | KTM         | 24      | +29.387      | 15       | 9    |
| 8       | 45  | Scott Redding      | Aprilia     | 24      | +29.419      | 17       | 8    |
| 9       | 22  | Pablo Nieto        | KTM         | 24      | +38.059      | 18       | 7    |
| 10      | 12  | Esteve Rabat       | KTM         | 24      | +38.481      | 12       | 6    |
| 11      | 8   | Lorenzo Zanetti    | KTM         | 24      | +38.941      | 16       | 5    |
| 12      | 7   | Efrén Vázquez      | Aprilia     | 24      | +48.466      | 22       | 4    |
| 13      | 40  | Lorenzo Savadori   | Aprilia     | 24      | +48.802      | 26       | 3    |
| 14      | 5   | Alexis Masbou      | Loncin      | 24      | +50.340      | 23       | 2    |
| 15      | 28  | Enrique Jerez      | KTM         | 24      | +50.575      | 27       | 1    |
| 16      | 73  | Takaaki Nakagami   | Aprilia     | 24      | +52.220      | 20       |      |
| 17      | 34  | Randy Krummenacher | KTM         | 24      | +55.047      | 21       |      |
| 18      | 94  | Jonas Folger       | KTM         | 24      | +55.139      | 37       |      |
| 19      | 16  | Jules Cluzel       | Loncin      | 24      | +55.546      | 25       |      |
| 20      | 72  | Marco Ravaioli     | Aprilia     | 24      | +1:00.289    | 31       |      |
| 21      | 95  | Robert Mureșan     | Aprilia     | 24      | +1:10.142    | 34       |      |
| 22      | 48  | Bastien Chesaux    | Aprilia     | 24      | +1:26.165    | 39       |      |
| 23      | 69  | Louis Rossi        | Honda       | 24      | +1:26.407    | 35       |      |
| 24      | 78  | Daniel Sáez        | Aprilia     | 24      | +1:41.720    | 33       |      |
| 25      | 25  | Cristian Trabalón  | Aprilia     | 23      | +1 Vuelta    | 40       |      |
| DSQ     | 23  | Julián Miralles    | Aprilia     | 22      | (+2 vueltas) | 29       |      |
| Ret     | 30  | Pere Tutusaus      | Aprilia     | 23      | Retirado     | 36       |      |
| Ret     | 51  | Stevie Bonsey      | Aprilia     | 15      | Caída        | 6        |      |
| Ret     | 6   | Joan Olivé         | Derbi       | 14      | Retirado     | 14       |      |
| Ret     | 26  | Adrián Martín      | Aprilia     | 11      | Caída        | 24       |      |
| Ret     | 35  | Raffaele De Rosa   | KTM         | 8       | Caída        | 19       |      |
| Ret     | 1   | Gábor Talmácsi     | Aprilia     | 6       | Caída        | 1        |      |
| Ret     | 99  | Danny Webb         | Aprilia     | 6       | Caída        | 13       |      |
| Ret     | 21  | Robin Lässer       | Aprilia     | 6       | Caída        | 32       |      |
| Ret     | 77  | Dominique Aegerter | Derbi       | 3       | Retirado     | 9        |      |
| Ret     | 33  | Sergio Gadea       | Aprilia     | 2       | Caída        | 2        |      |
| Ret     | 17  | Stefan Bradl       | Aprilia     | 2       | Caída        | 10       |      |
| Ret     | 56  | Hugo van den Berg  | Aprilia     | 0       | Caída        | 38       |      |
| Ret     | 75  | Ricard Cardús      | Derbi       | 0       | Caída        | 28       |      |
| DNS     | 44  | Pol Espargaró      | Derbi       | 0       | No participó | 30       |      |
| Fuente: |     |                    |             |         |              |          |      |